# Tondiraba ishall
Tondiraba ishall (estniska: Tondiraba jäähall), även känd som Tallinn Arena, är ett multifunktionellt inomhusarena-komplex i Tallinn, Estland. Den öppnades den 1 augusti 2014 och ägs av Tallinns stad. Arenan har en kapacitet på 7 700 åskådare. Den kan bland annat användas för basketmatcher, ishockeymatcher, curling och konserter.